# Varenas (Tarn i Garona)
Varenas (en francès Varennes) és un municipi francès situat al departament de Tarn i Garona i a la regió d'Occitània.

## Monuments

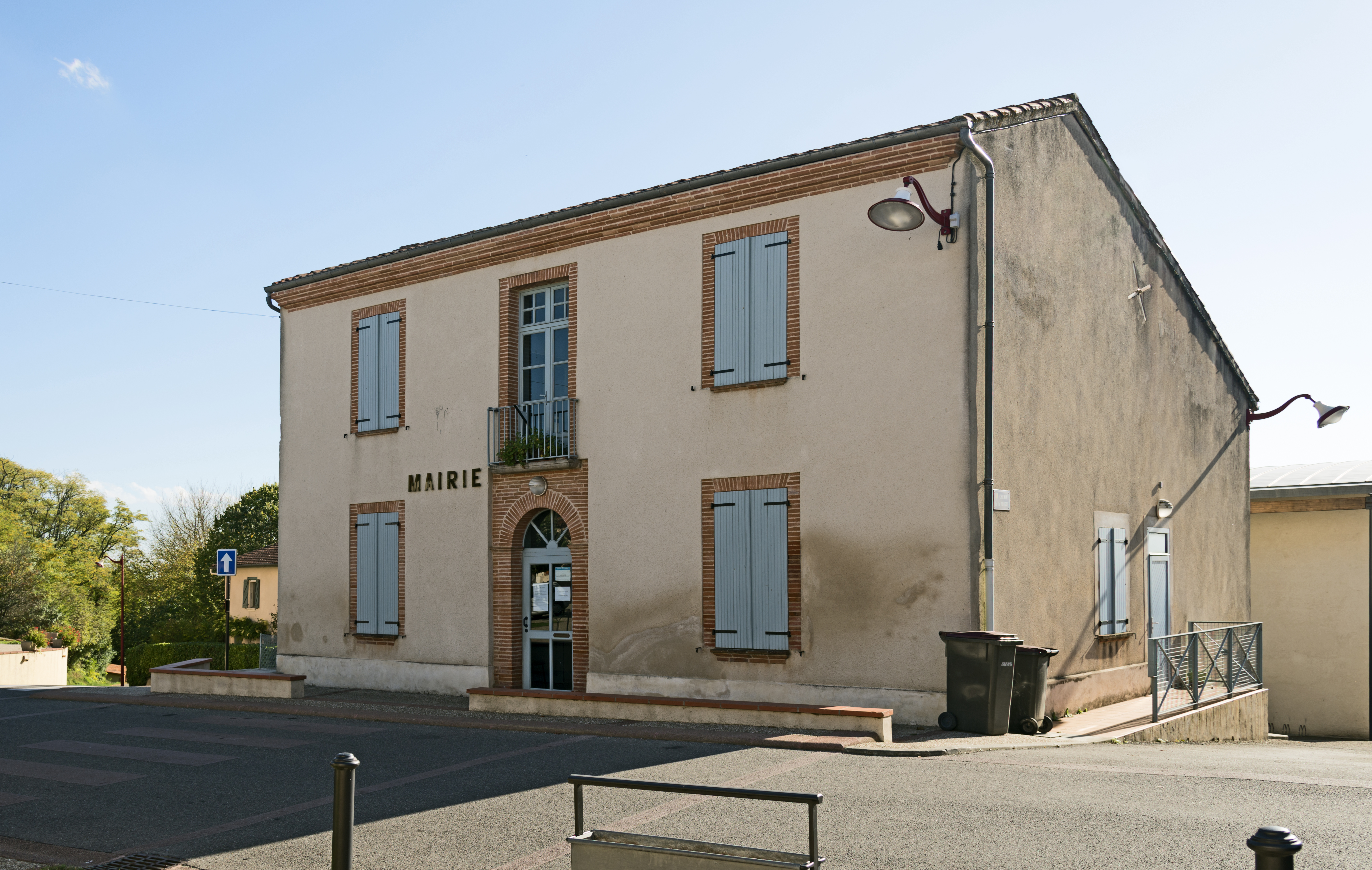
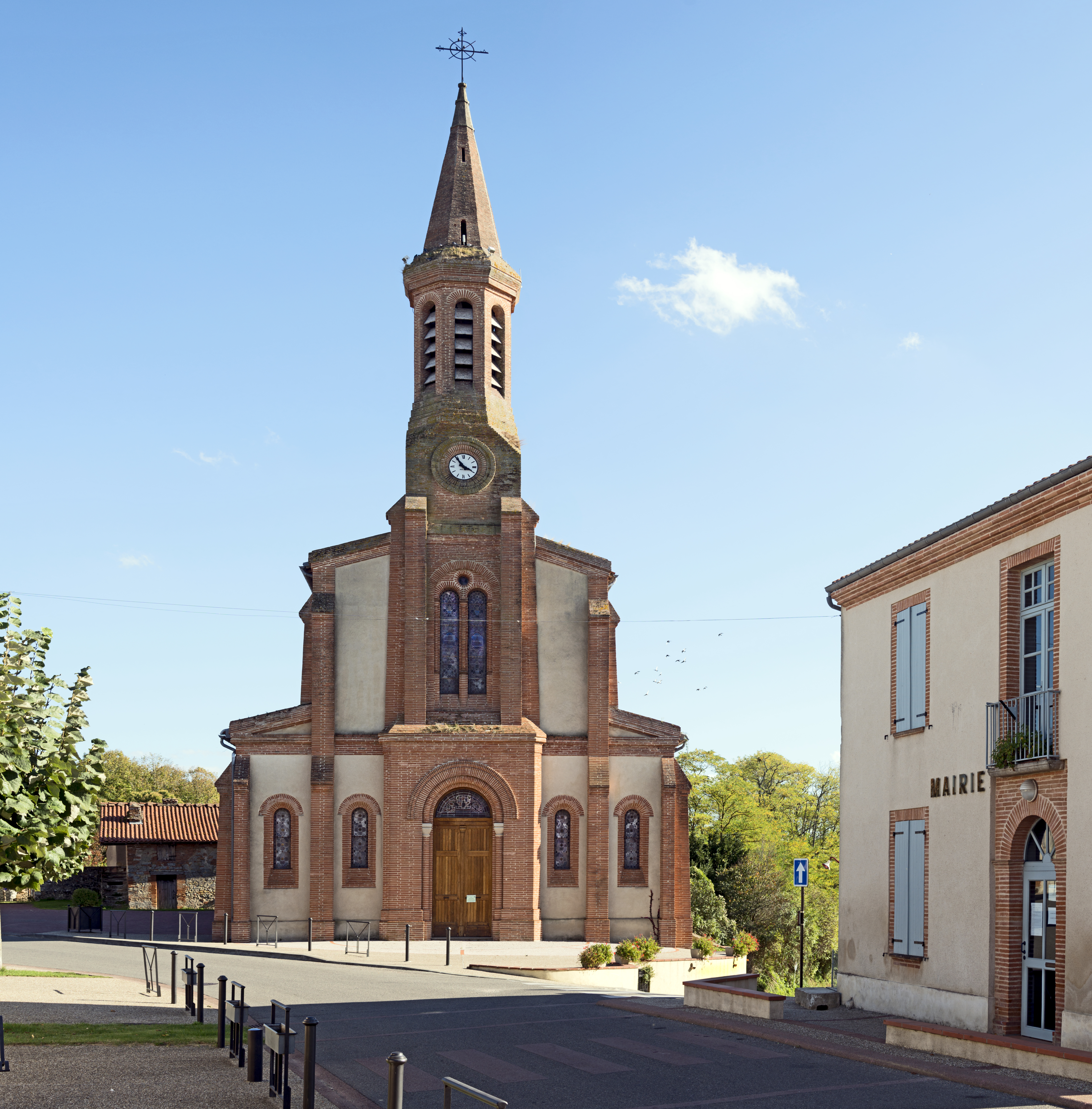

## Demografia
| 1962                                       | 1968 | 1975 | 1982 | 1990 | 1999 | 2007 |
| ------------------------------------------ | ---- | ---- | ---- | ---- | ---- | ---- |
| 331                                        | 337  | 368  | 397  | 409  | 384  | 556  |
| Des de 1962: població sense dobles comptes |      |      |      |      |      |      |

## Administració
| Període | Identitat     | Partit |
| ------- | ------------- | ------ |
| 2001-   | Alain Albinet |        |